# Ethiopian Airlines
Ethiopian Airlines (амх. የኢትዮጵያ አየር መንገድ, የኢትዮጵያ, Авиалинии Эфиопии) — национальная государственная авиакомпания Эфиопии, осуществляющая пассажирские и грузовые перевозки более чем в 125 городов мира. Штаб-квартира находится в Аддис-Абебе. Порт приписки — Международный аэропорт Боле в Аддис-Абебе. Основана 30 декабря 1945 года.
Авиакомпания носит статус крупнейшего авиаперевозчика африканского континента. С 2010 года количество перевезенных пассажиров увеличилось втрое — с 3,15 миллионов до 10,63 миллионов (2018). В 2011 году стала членом авиационного альянса Star Alliance.

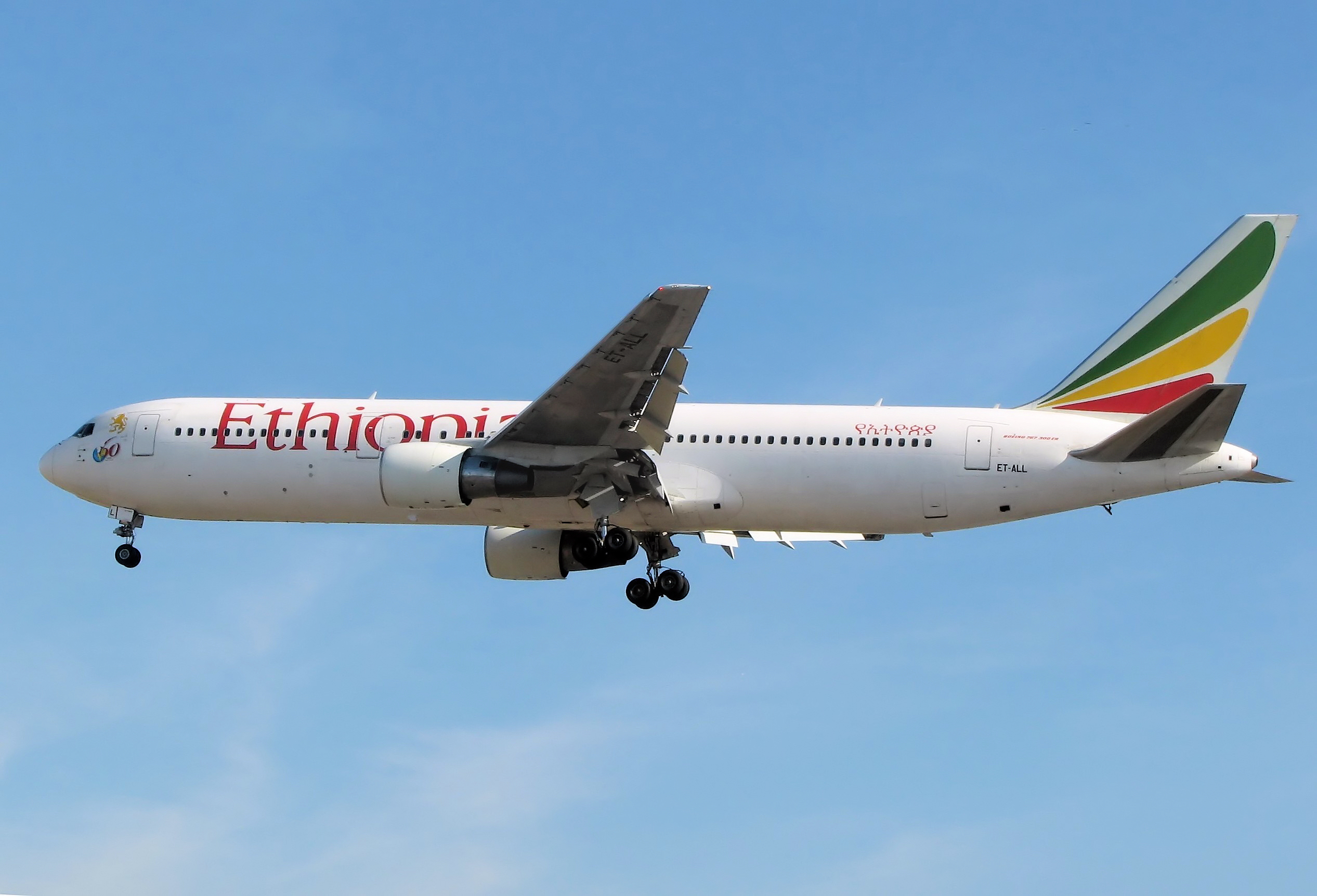
Boeing 767-300ER

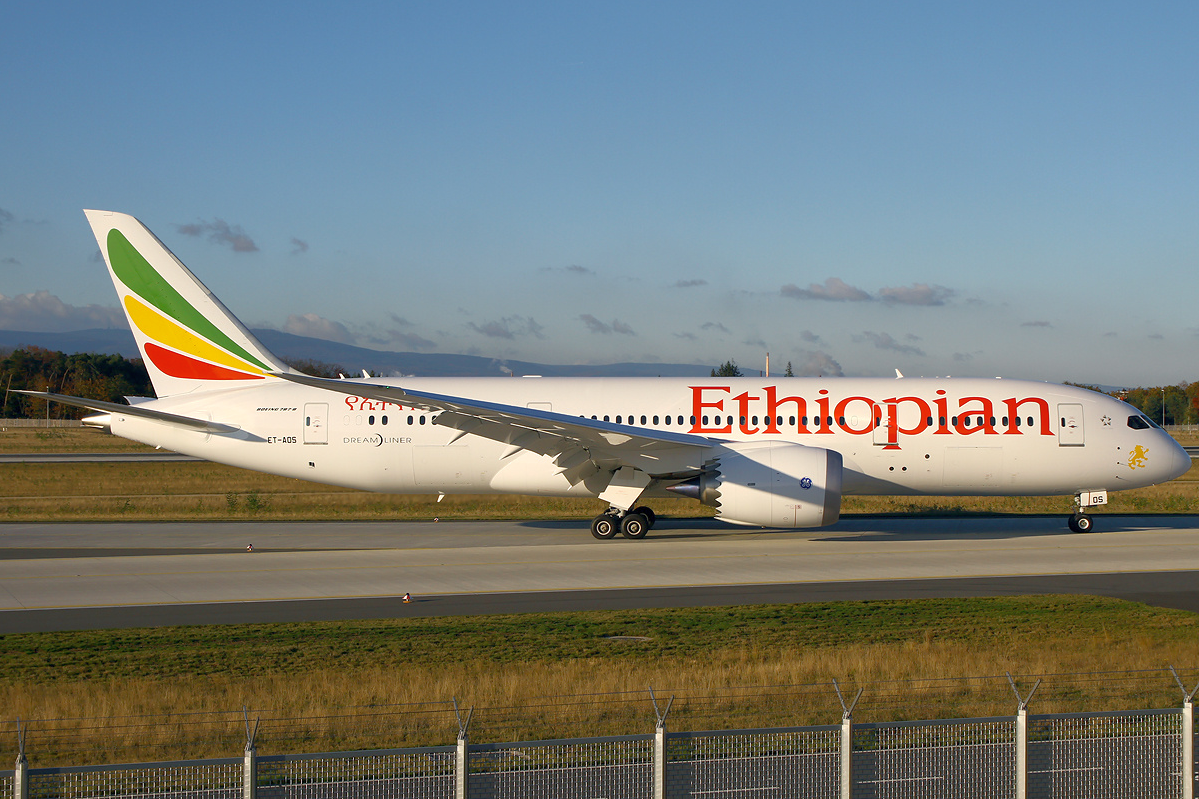
Boeing 787-8

## Флот
В июле 2021 года флот Ethiopian Airlines состоял из 127 самолетов, средний возраст которых 7,4 лет:

## Катастрофы
- 15 октября 1988 года из-за столкновения с птицами упал Boeing 737
- 23 ноября 1996 года рейс 961 Эфиопских Авиалиний следовавший в Найроби, Кения, был захвачен террористами, потребовавшими изменения курса на Австралию. Самолёт был вынужден совершить посадку на Коморах по причине недостатка горючего, но не дотянул до взлётно-посадочной полосы, сел на воду и развалился. Погибли 125 из 175 человек, находившихся на борту[4] Существует видео посадки самолёта на воду.[5].
- 25 января 2010 года произошла катастрофа самолёта Boeing 737-800, принадлежащего авиакомпании, который упал в Средиземное море у берегов Бейрута через несколько минут после взлёта.
- 10 марта 2019 года в Эфиопии упал Boeing 737 MAX 8, летевший из Аддис-Абебы в Найроби. На борту находилось 157 человек[6].